# Limnoperdon
Limnoperdon é um gênero de fungos da família monotípica Limnoperdaceae. O gênero também é monotípico, contendo uma única espécie, o fungo aquático Limnoperdon incarnatum. Descrita como nova para a ciência em 1976, essa espécie produz corpos frutíferos desprovidos de estruturas especializadas, como estipe, píleo e lamelas, comuns em cogumelos. Em vez disso, os corpos frutíferos são pequenas esferas (0,5–1 mm de diâmetro) formadas por hifas frouxamente entrelaçadas. Essas esferas flutuam na superfície da água acima de galhos submersos. Observações experimentais sobre a morfogênese do corpo frutífero, baseadas no cultivo do fungo em cultura microbiológica, indicam que uma fina fita de micélio mantém a esfera acima da água durante sua maturação. Os corpos frutíferos começam como um tufo de hifas, tornam-se em forma de taça e, eventualmente, fecham-se em uma câmara única que contém esporos avermelhados. Inicialmente descoberto em um pântano no estado de Washington, o fungo foi posteriormente coletado no Japão, África do Sul e Canadá.

## Taxonomia, classificação e filogenia
A família, o gênero e a espécie foram descritos pela primeira vez em 1976 pelos estudantes de pós-graduação Gustavo Escobar e Dennis McCabe, e pelo graduando Craig Harpel, que encontraram o fungo no outono de 1974 como parte de um projeto de aula para encontrar e isolar o fungo Phycomycetes. O holótipo está depositado no Herbário Micológico da Universidade de Washington. Um isótipo (duplicata do holótipo) encontra-se no Herbário da Universidade de El Salvador em San Salvador.
Inicialmente, Limnoperdon incarnatum foi associado à classe Gasteromycetes, um grupo artificial de espécies caracterizadas por esporos que amadurecem dentro dos corpos frutíferos sem serem expelidos à força pelos basídios. Gêneros morfologicamente semelhantes, como Gasterella da família Gasterellaceae e Protogaster da família Protogastraceae, foram descartados devido a diferenças significativas na cor e estrutura dos esporos, presença de fíbulas e estrutura dos basídios. Por essas razões, a nova família Limnoperdaceae foi criada para abrigar a espécie, sendo classificada junto à Protogastraceae na ordem Protogastrales, hoje obsoleta. Estudos recentes de filogenética molecular esclareceram a relação de Limnoperdon com outros fungos. Em 2001, David S. Hibbett e Manfred Binder confirmaram a inclusão de Limnoperdon incarnatum no clado euagárico, um grupo filogeneticamente relacionado, tradicionalmente parte da ordem Agaricales. Estudos adicionais posicionaram Limnoperdaceae no clado pluteoide dos Agaricales, que inclui as famílias Pluteaceae [en], Amanitaceae e Pleurotaceae [en]. Outros estudos, baseados em comparações de sequências de DNA ribossômico, colocaram Limnoperdon próximo aos gêneros Melanoleuca [en] ou Resupinatus [en], da família Tricholomataceae.
Um estudo de campo de 2007, utilizando técnicas moleculares para investigar táxons fúngicos aquáticos em um pequeno riacho em Valley Spring, Ontário Meridional, Canadá, identificou diversos táxons com alta afinidade genética com Limnoperdon incarnatum, sugerindo que uma espécie próxima pode ser comum em riachos.

## Descrição
"Frutificações quase esféricas, minúsculas; perídio complexo, com dendrófises, indeiscente; gleba unilocular, sem invaginações; himênio liso; esporos lisos."

Escobar, 1976
A descrição do gênero é semelhante à da família, mas especifica que os corpos frutíferos flutuam, às vezes envoltos em um subículo frouxo (crescimento lanoso ou em rede de hifas), e que os esporos são avermelhados. O fungo foi descrito como um "puffball aquático", embora uma revisão posterior tenha considerado "puffball flutuante" um termo mais adequado.
Os corpos frutíferos de L. incarnatum são minúsculos, ovais a aproximadamente esféricos, medindo 35–1250 por 200–450 μm. As esferas flutuantes são, por vezes, envoltas em um subículo frouxo, com superfície esbranquiçada e textura bissoide (composta por fios finos). O perídio (camada externa protetora) tem 18–30 μm de espessura, é bissoide e composto por hifas com fíbulas, geralmente de 2,5–4 μm de diâmetro, entrelaçadas com dendrófises (cistídios irregularmente ramificados) de 1 μm de diâmetro. A superfície do perídio é hidrofóbica, característica que impede a entrada de água no himênio em desenvolvimento, conferindo flutuabilidade ao corpo frutífero.
A gleba consiste em uma câmara única, de cor avermelhada, com uma cavidade em formato de esferoide oblato. Inicialmente vazia, na maturidade ela se enche de esporos, medindo 330–1220 por 180–420 μm. A superfície interna lisa da câmara constitui o tecido fértil que produz esporos (o himênio). Os basídios (células portadoras de esporos), visíveis ao microscópio, são hialinos (translúcidos), mais ou menos em forma de clava, com inchaços basais e apicais separados por uma faixa estreita de comprimento variável. Os basídios são tetraspóricos, com esterigmas inflados e uma constrição central, medindo 20–90 (geralmente 25–55) μm de comprimento por 8–10 μm de espessura. Os esporos, avermelhados em massa, são obovados (em forma de ovo, com a extremidade mais larga oposta à base), lisos, de parede espessas, medindo 11–16 (geralmente 12–15) por 7–10 μm. Possuem um pedicelo em forma de bico, de 2–4 por 2–5 μm, e um poro germinativo basal.

## Habitat e distribuição
A espécie foi originalmente descoberta flutuando em placas de Petri contendo galhos de madeira de lei submersos, coletados em um pântano próximo a um parque infantil na margem sul do lago Union, em Seattle, Washington. Após a publicação inicial de 1976, L. incarnatum foi relatado no ano seguinte por Keisuke Tubaki [en], que o recuperou de blocos de madeira submersos em água salobra no Japão. Posteriormente, os cientistas Seiya Ito e T. Yokoyama relataram sua coleta em arrozais no Japão. Pesquisas posteriores encontraram o fungo em várias localidades na África do Sul e em lagos de água doce no Canadá.

## Desenvolvimento
Escobar cultivou o fungo colocando corpos frutíferos frescos em ágar-ágar contendo meio de cultura com extrato de esterco de cavalo. As pontas das hifas foram usadas para obter culturas axênicas; o fungo pode crescer em vários meios comumente usados para cultivo de fungos em laboratório. Dependendo da composição do meio de crescimento, corpos frutíferos foram formados em até oito dias, quando cultivados a 20 °C sob luz fraca. Quando blocos de ágar com micélio foram submersos em água destilada, filamentos miceliais cresceram em direção à superfície da água, eventualmente dando origem a corpos frutíferos flutuantes conectados ao bloco de ágar-ágar por filamentos de hifas.
O micologista Dennis McCabe estudou a morfogênese do corpo frutífero em espécimes cultivados em cultura microbiológica. Inicialmente, o fungo forma um tufo de hifas, evolui para uma forma de taça e, eventualmente, fecha-se completamente, criando a estrutura esférica do corpo frutífero maduro. Na fase de taça, o himênio exposto é imaturo; os esporos geralmente se desenvolvem após o fechamento completo do corpo frutífero. Em alguns casos, o desenvolvimento para na fase de taça, mas o himênio continua a amadurecer, resultando em um fungo em forma de taça com uma camada exposta de basídios com esporos normais e maduros. Limnoperdon incarnatum é estruturalmente simples e relativamente fácil de cultivar, sugerindo seu potencial como organismo-modelo para o estudo do desenvolvimento de corpos frutíferos. Nas condições experimentais utilizadas, os corpos frutíferos amadureceram e produziram esporos cerca de 72 horas após o início do crescimento. As taças abortadas assemelham-se aos esporocarpos de fungos cifeloides [en], mas podem ser distinguidas por sua fixação ortotrópica de esporos e pela ausência de balistósporos [en] (descarga forçada de esporos). McCabe e Escobar sugeriram que o fungo pode ter evoluído a perda de balistósporos, compensada pelo fechamento da taça na maturidade. Halocyphina villosa [en] é outro fungo basidiomiceto em forma de taça adaptado a ambientes marinhos; ao contrário de L. incarnatum, ele começa com um corpo frutífero fechado que se abre para formar uma taça.
Embora não se saiba com certeza como os esporos são dispersos, eles podem ser dispersos passivamente na água, ou um corpo frutífero maduro contendo esporos pode flutuar para dispersão. L. incarnatum é homotálico, um modo de reprodução comum em fungos marinhos que pode conferir uma vantagem competitiva em ambientes aquáticos.